# Nicolaus Hardkopf

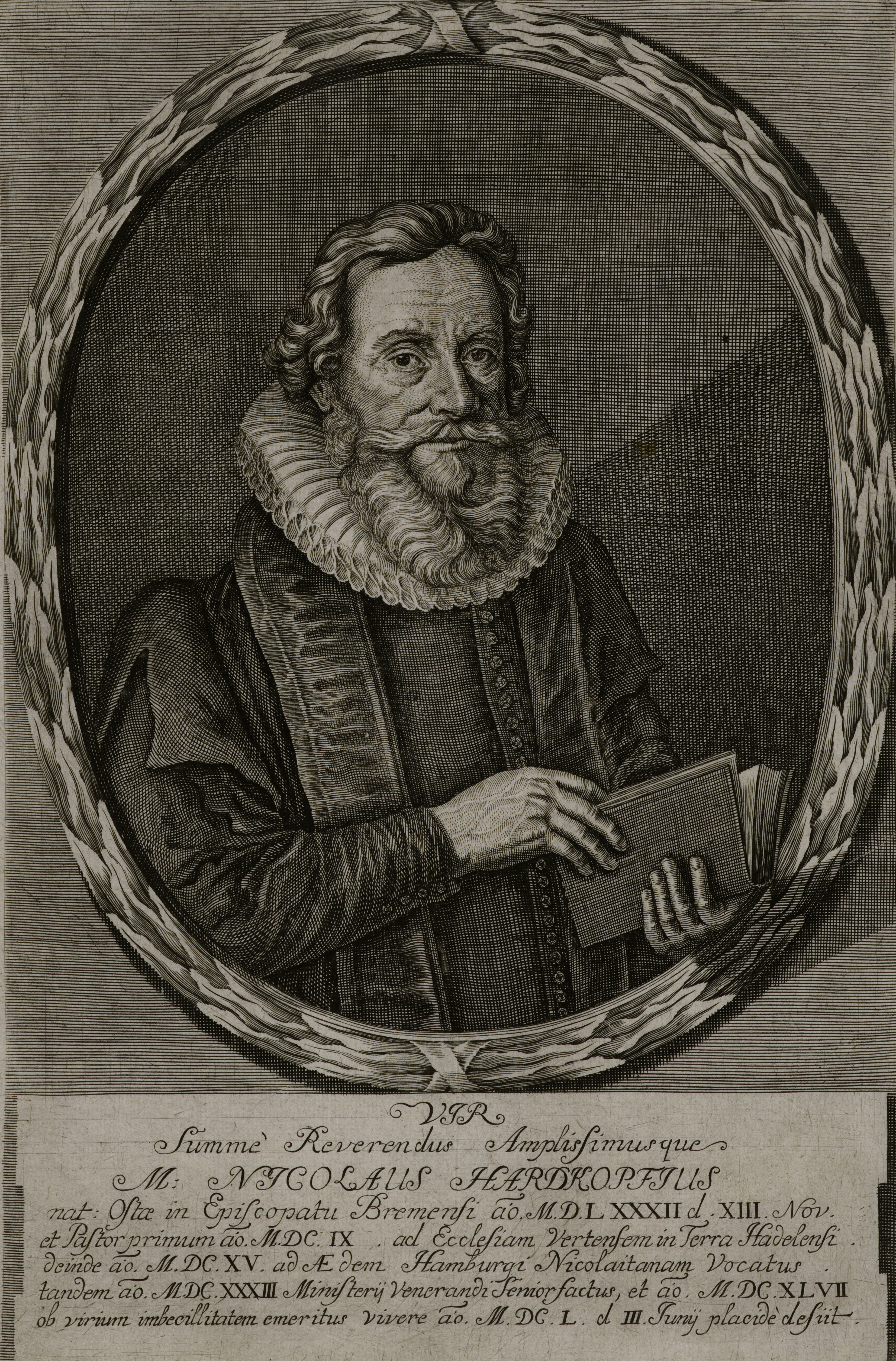
Bildnis von Nicolaus Hardkopf

Nicolaus Hardkopf (* 13. November 1582 in Osten (Oste); † 13. Juni 1650 in Hamburg) war ein deutscher lutherischer Theologe.

## Leben
Nach dem Besuch unterschiedlicher Hochschulen, erwarb er sich an der Universität Wittenberg den akademischen Grad eines Magisters. Nachdem er einige Vorlesungen gehalten hatte, fand er Aufnahme als Adjunkt an der philosophischen Fakultät. 1609 ging er als Pastor nach Lüdingworth und wurde von dort am 29. Januar 1615 als Hauptpastor an die St.-Nikolai-Kirche in Hamburg berufen.
In dieser Funktion nahm er 1633 am Konvent der lutherischen Geistlichen in Lübeck, Hamburg und Lüneburg (dem sogenannten Ministerium Tripolitanum) in Mölln teil, um gegen die sich ausbreitenden Schwärmer zu beraten. Er trat gegen Hans Engelbrecht auf, der die schwärmerischen Ideen in Hamburg einzuführen gedachte. Ab dem 12. September 1633 wurde er Senior des Geistlichen Ministeriums, musste aber aus gesundheitlichen Gründen seine Tätigkeit 1646 niederlegen und verstarb vier Jahre später. Als Theologe sprach er sich gegen den Exorzismus bei der Taufe aus und geriet darüber mit einem Amtskollegen in Streit.

## Werkauswahl
- Geistlicher Brotkorb.
- De affectibus in genere.
- Disputat. VIII. Ethicas in Academia Wittebergensi propfaas. Hamburg 1620